# Eyserbosweg

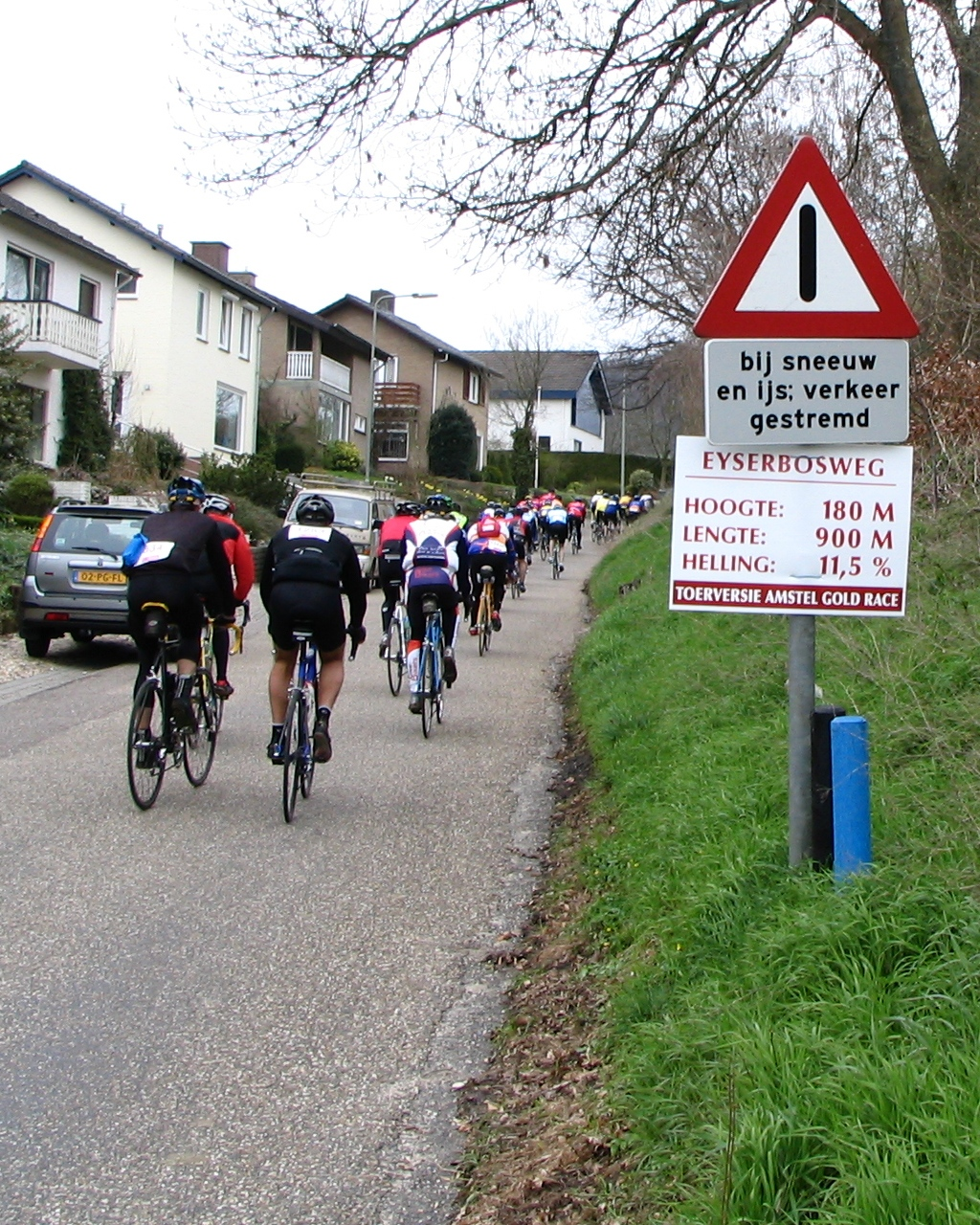
Radrennen auf dem Eyserbosweg

Der Eyserbosweg ist eine Straße, die im niederländischen Dorf Eys beginnt und steil ansteigend in Richtung Nordwesten führt. Übersetzt heißt Eyserbosweg „Eyserwaldweg“. Die schmale Straße führt oberhalb des Dorfes durch ein Waldstück, die Eyserheide.

## Radsport
Neben dem Cauberg und dem Keutenberg ist der Eyserbosweg einer der bekanntesten Anstiege der Region. Er liegt im Finale des Amstel Gold Race, einem halbklassischen Eintagesrennen im April. Er liegt rund 20 Kilometer vor dem Ziel des Rennens, welches sich auf dem Cauberg befindet.
Besondere Bekanntheit und Bedeutung hat der Eyserbosweg durch Michael Boogerd erlangt, der dort während seiner Karriere im Amstel Gold Race jährlich seine Attacken lancierte.
Nach circa 600 relativ flachen Metern beginnt am Waldrand das Steilstück mit Steigungsprozenten weit über 10 %.
Neben dem Amstel Gold Race wird der Eyserbosweg auch regelmäßig im Eintagesrennen Hel van het Mergelland und in den Limburgetappen der Benelux-Rundfahrt, der Ster Elektrotoer und der Olympia’s Tour angesteuert.
Im Jahr 2006 führte die dritte Etappe der Tour de France durch Eys. Wegen der mangelnden Breite erschien die Überquerung des Eyserboswegs den Organisatoren der Tour de France zu gefährlich, deswegen wurde stattdessen der weniger bekannte Eyserweg befahren.
Koordinaten: 50° 49′ 40,8″ N, 5° 55′ 46,6″ O